# Percoidis

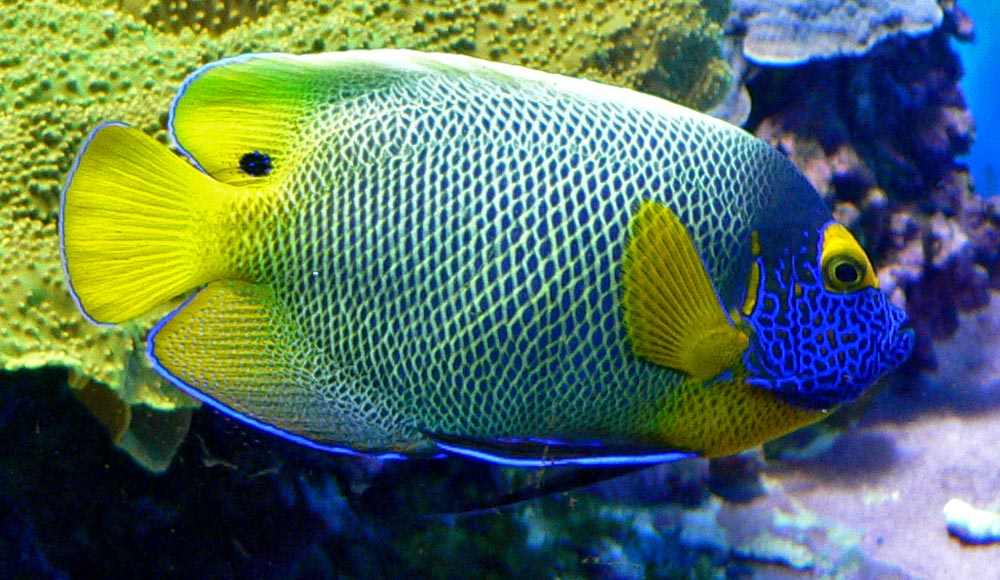
Pomacanthus xanthometopon

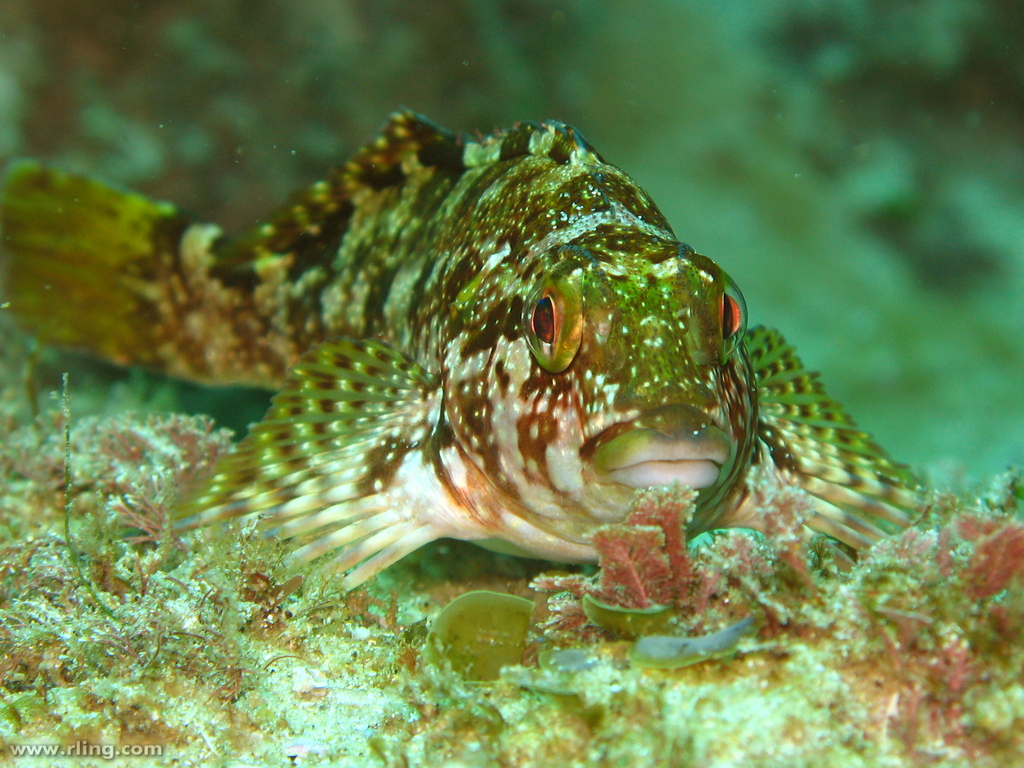
Chironemus marmoratus fotografiat a Nova Gal·les del Sud (Austràlia).

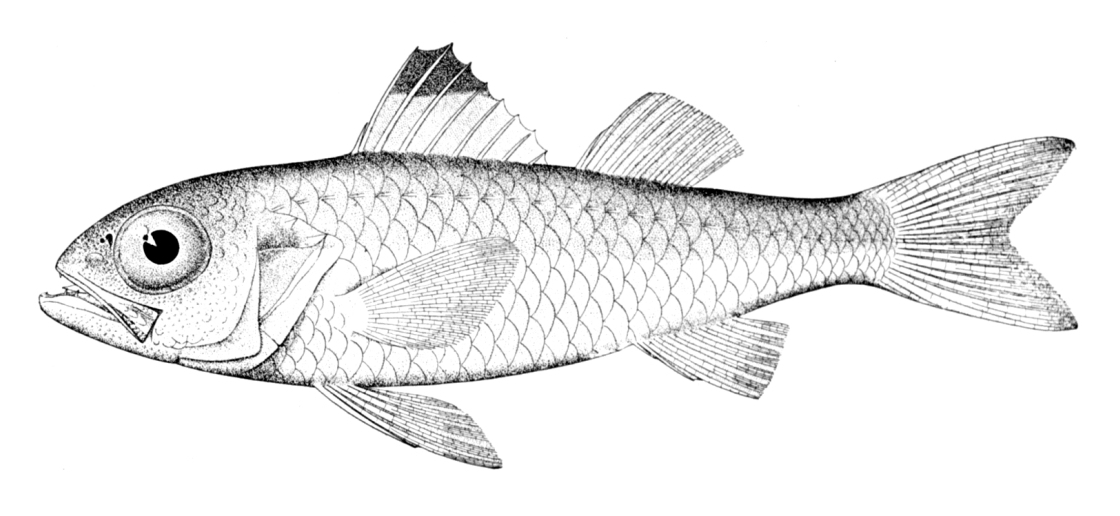
Synagrops bellus

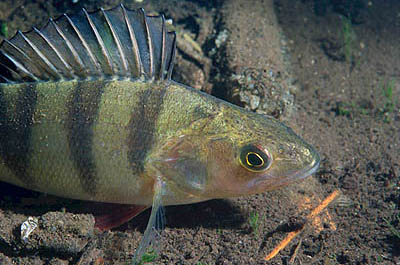
Perca fluviatilis

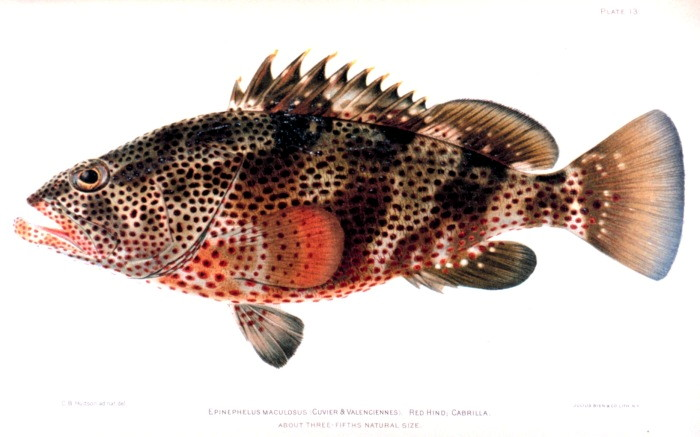
Epinephelus maculatus

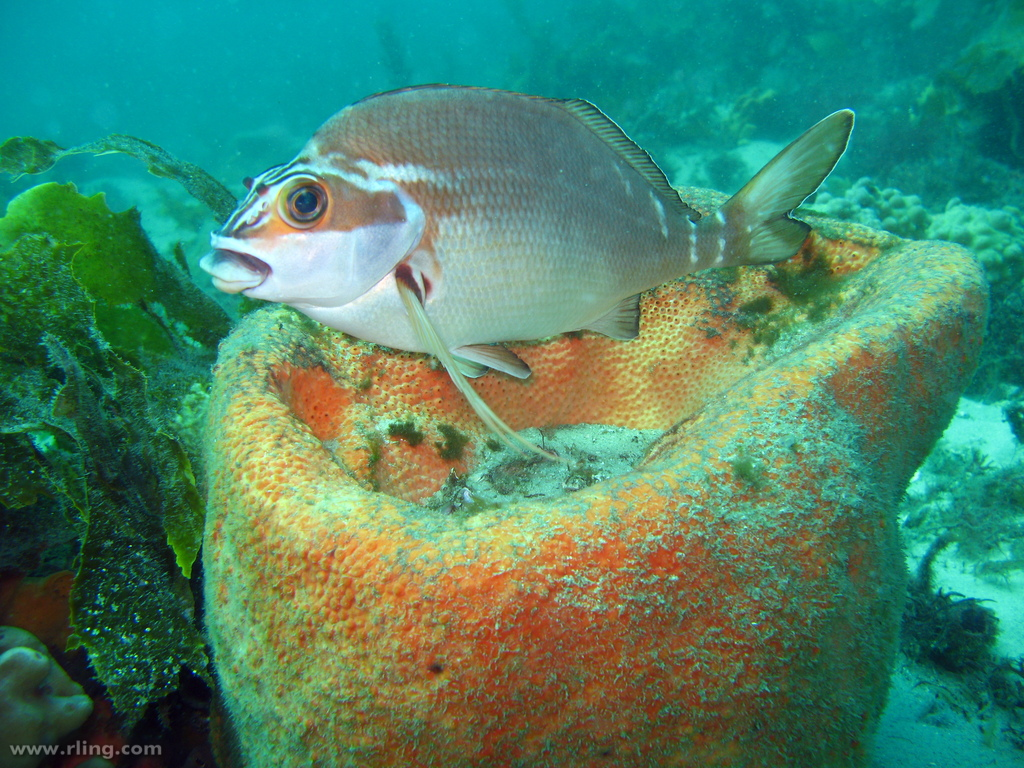
Cheilodactylus fuscus

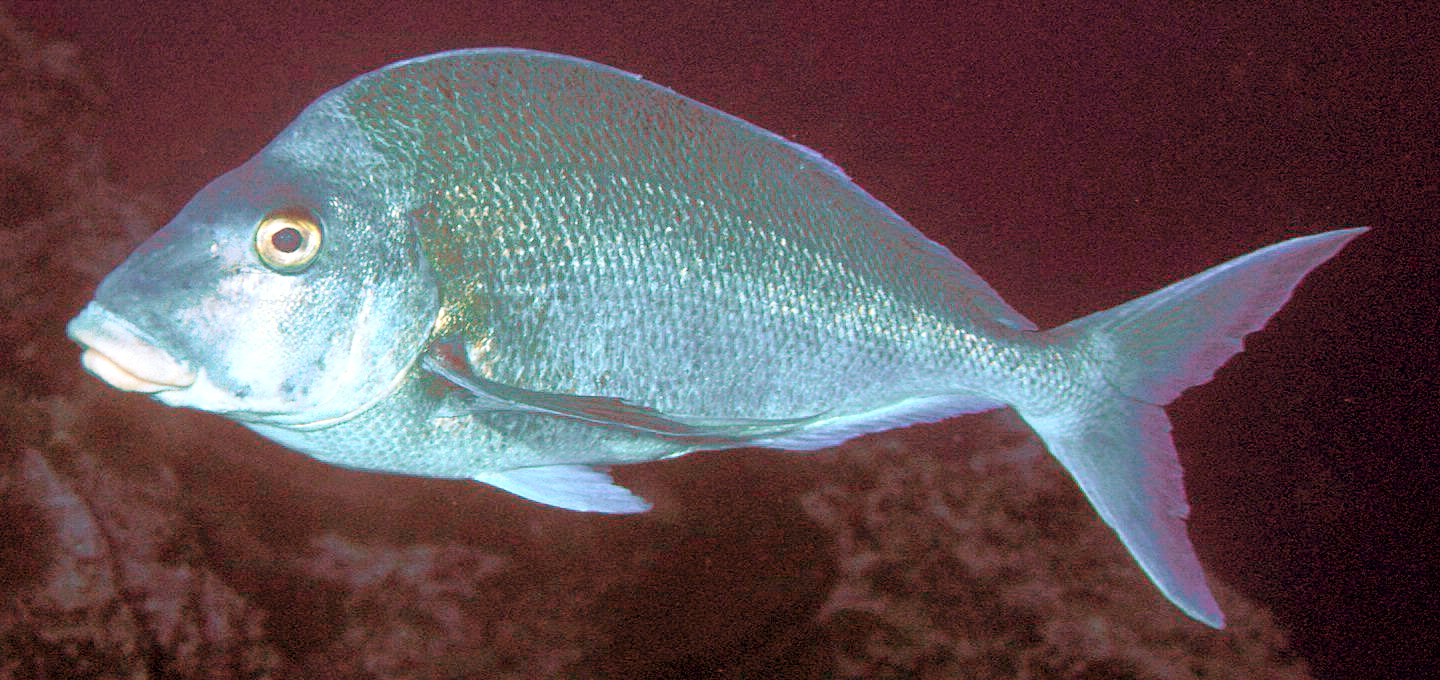
Nemadactylus douglasii

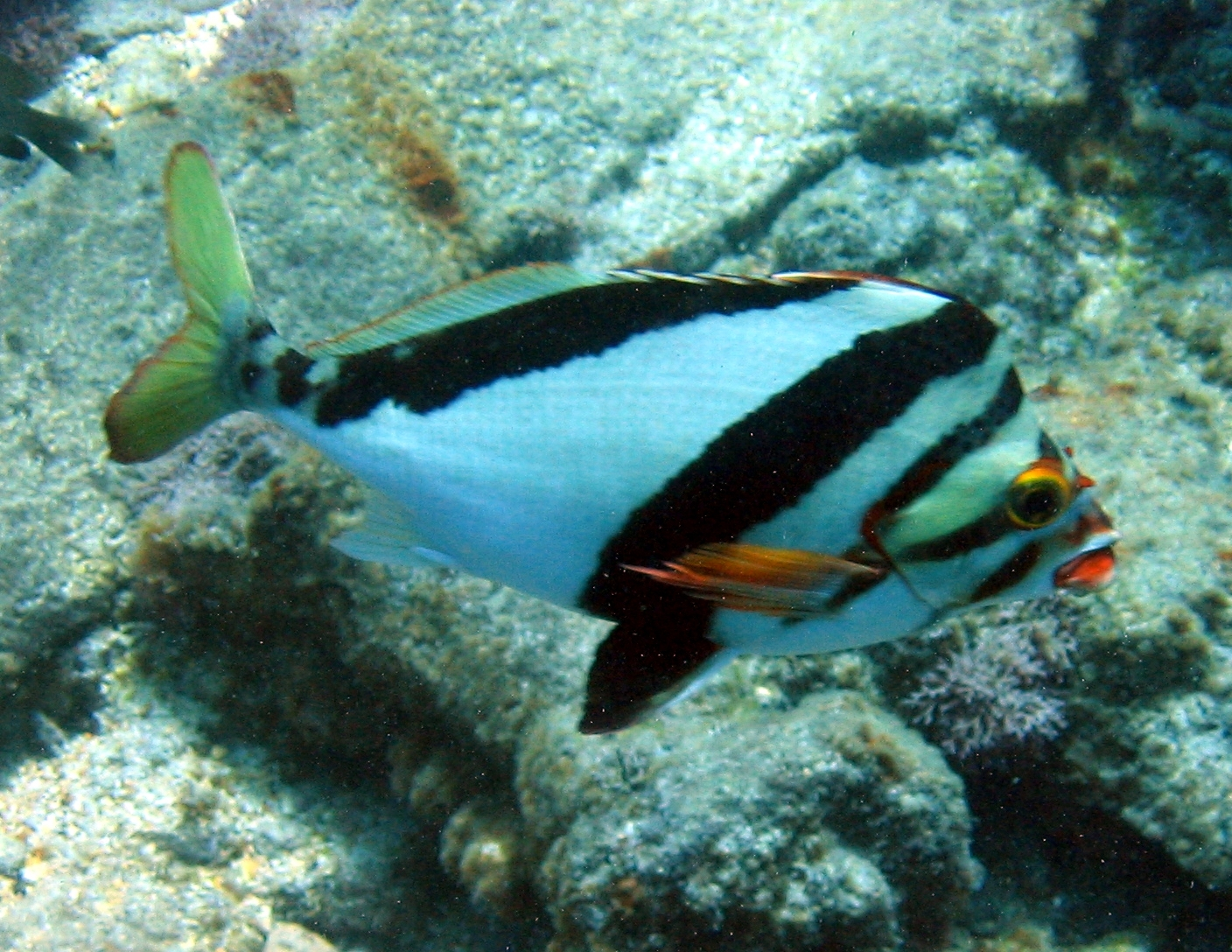
Goniistius vittatus fotografiat al nord-oest de les Illes Hawaii.

Els percoidis (Percoidei) constitueixen un dels divuit subordres de peixos de l'ordre dels perciformes i, alhora, n'és el més important pel nombre de famílies i espècies.

## Taxonomia
Es divideixen en tres superfamílies, cinquanta famílies i centenars de gèneres:
- Subordre Percoidei
  - Superfamília Percoidea
    - Família Acropomatidae
    - Família Ambassidae
    - Família Apogonidae
    - Família Arripidae
    - Família Banjosidae
    - Família Bathyclupeidae
    - Família Bramidae
    - Família Callanthiidae
    - Família Carangidae
    - Família Caristiidae
    - Família Centracanthidae
    - Família Centrarchidae
    - Família Centropomidae
    - Família Chaetodontidae
    - Família Coryphaenidae
    - Família Dichistiidae
    - Família Dinolestidae
    - Família Dinopercidae
    - Família Drepaneidae
    - Família Echeneidae
    - Família Emmelichthyidae
    - Família Enoplosidae
    - Família Epigonidae
    - Família Gerreidae
    - Família Glaucosomatidae
    - Família Grammatidae
    - Família Haemulidae
    - Família Howellidae
    - Família Inermiidae
    - Família Kuhliidae
    - Família Kyphosidae
    - Família Lactariidae
    - Família Lateolabracidae
    - Família Leiognathidae
    - Família Leptobramidae
    - Família Lethrinidae
    - Família Lobotidae
    - Família Lutjanidae
    - Família Malacanthidae
    - Família Menidae
    - Família Monodactylidae
    - Família Moronidae
    - Família Mullidae
    - Família Nandidae
    - Família Nematistiidae
    - Família Nemipteridae
    - Família Notograptidae
    - Família Opistognathidae
    - Família Oplegnathidae
    - Família Ostracoberycidae
    - Família Pempheridae
    - Família Pentacerotidae
    - Família Percichthyidae
    - Família Percidae
    - Família Plesiopidae
    - Família Polycentridae
    - Família Polynemidae
    - Família Polyprionidae
    - Família Pomacanthidae
    - Família Pomatomidae
    - Família Priacanthidae
    - Família Pseudochromidae
    - Família Rachycentridae
    - Família Sciaenidae
    - Família Scombropidae
    - Família Serranidae
    - Família Sillaginidae
    - Família Sparidae
    - Família Terapontidae
    - Família Toxotidae

  - Superfamília Cirrhitoidea
    - Família Aplodactylidae
    - Família Cheilodactylidae
    - Família Chironemidae
    - Família Cirrhitidae
    - Família Latridae

  - Superfamília Cepoloidea
    - Família Cepolidae[1][2][3][4][5]